# Товада (езеро)
 Тази статия е за езерото.  За града вижте Товада.  
Товада (на японски: 十和田湖, Towada-ko) е сладководно отточно езеро в Япония, в крайната североизточна част на остров Хоншу. Площта му е 61,1 km², обемът – 4,19 km³, средната дълбочина – 71 m, максималната – 326,8 m.
Езерото Товада е разположено в обширна вулканична калдера на 400 m н.в. в крайната северна част на хребета Оу. Дължина от север на юг – 10,8 km, ширина – до 10,0 km, брегова линия – 46 km. В югоизточната му част далеч навътре се вдават два гористи малки полуострова, явяващи се остатък от централния конус на древния вулкан. Бреговете му са покрити с гъсти гори. От североизточния му ъгъл изтича река Ойрасе, вливаща се в Тихия океан на около 15 km северно от град Хачинохе. На югоизточния му бряг е разположено малкото градче Утарубе. Развива се местен риболов. То е важна туристическа дестинация и попада в едноименния национален парк.